# Eraldo Vedda
Eraldo Vedda (Brusnengo, 26 luglio 1898 – Novara, 16 giugno 1982) è stato un dirigente sportivo e arbitro di calcio italiano.

## Biografia

### Arbitro
Ha iniziato ad arbitrare le categorie inferiori nel 1920 ed era tesserato per la Pro Vercelli.
Dopo la consueta trafila a dirigere partite regionali, la Commissione Tecnica della Lega Nord lo passa ad arbitrare le partite di Seconda Divisione.
Nel 1924 è promosso arbitro federale. Esordisce in Prima Divisione 1924-1925 dirigendo la partita Brescia-Inter (1-0) del 5 ottobre 1924.
Termina la sua carriera arbitrale alla fine della stagione 1927-1928 dirigendo la partita Reggiana-Padova (2-2) dell'11 dicembre 1927.

### Dirigente sportivo
Alla costituzione del Gruppo Arbitri Novaresi, avvenuta nel 1929, la F.I.G.C. approva la sua elezione a Presidente.
Il 26 giugno 1929 venne nominato da Leandro Arpinati, Presidente della F.I.G.C., Presidente del Comitato U.L.I.C. di Novara, carica che mantenne fino al 1932.
Dette le dimissioni da Presidente del G.A. Novaresi nel luglio 1931.